# Institution Beaupeyrat
Fondée en 1634 par Suzanne de Briançon, accompagnée de six de ses consœurs, l’Institution Beaupeyrat (ou plus simplement Beaupeyrat) est un établissement privé catholique sous contrat d'association avec l'État sous la tutelle depuis ses origines de la Compagnie de Marie-Notre-Dame (fondée en 1607 par Ste Jeanne de Lestonnac, nièce du célèbre philosophe Michel Eyquem de Montaigne).
Avec plus d'un millier d'élèves répartis dans une cinquantaine de classes, ainsi qu'une centaine de professeurs et d'instituteurs, Beaupeyrat est aujourd'hui le plus grand établissement privé[réf. nécessaire] en Limousin et le seul sur la région (public et privé confondus) à regrouper tous les niveaux sur un même site (école maternelle et élémentaire, collège, lycée d'enseignement général et technologique (STMG), BTS et DCG). Il est aussi le plus vieil établissement d'enseignement privé de Limoges et de sa région.
En plus du français, les langues enseignées sont : l'anglais, l'allemand, l'espagnol, le latin et l'occitan.

## Histoire

### Les Filles de Notre-Dame
L'établissement fut fondé en 1634 au 11 de l'actuelle rue des Filles-de-Notre-Dame (nom donné en souvenir de celui-ci et dont il n'existe plus aujourd'hui que la porte d'entrée, qui fait l'objet d'un classement au titre des monuments historiques depuis le 27 septembre 1946), à proximité de l'ancien quartier du Viraclaud, par Suzanne de Briançon et six autres sœurs à la suite de la demande de religieuses par la ville de Limoges, qui envie à Périgueux son école de Notre-Dame. En fait, il s'agit du rachat pour 22 000 livres de l'ancien monastère des Carmélites qui s'étaient installées à côté de la place de barres en 1618.
En 1791, les religieuses, comme toutes les communautés religieuses de Limoges, sont expulsées du couvent. L'école s'installe alors près de l'hôtel de ville, à l'actuel emplacement du parking F. Roosevelt.

### Au 9ter, rue Pétiniaud-Beaupeyrat
Au milieu du XIXe siècle, les religieuses achètent un grand terrain, en pleine campagne, où sera construit ce qui sera le noyau de l'actuel Beaupeyrat. Certains haussent les épaules : « Vous n'aurez jamais d'élèves à l'écart de la ville ! ». Finalement, c'est la ville qui viendra rejoindre les religieuses, avec la construction de la rue Pétiniaud-Beaupeyrat et des rues avoisinantes.
C'est à la rentrée de 1904 que l'institution prend le nom de Beaupeyrat (qui signifie beau poirier en occitan), en référence au quartier dans lequel elle est située.
À partir du 27 août 1914, une partie des locaux est réquisitionnée pour en faire un hôpital militaire de soixante-cinq lits. Il y a moins de place, mais il y a plus d'élèves qu'avant. Lorsque les blessés français seront remplacés par des blessés allemands, la dignité courageuse et l'énergie de Mme Haquette forceront le respect des occupants.
En 1996, Beaupeyrat fait construire sa nouvelle école primaire Saint-Aurélien, qui regroupe la maternelle et les classes qui se trouvaient à l'annexe Sainte-Philomène, à proximité de la place des Carmes. Dix ans plus tard, un nouveau gymnase omnisports est construit, et par la même occasion, de nouveaux locaux seront aussi construits pour agrandir l'école maternelle en plein développement.
Après avoir passé les sélections régionales, nationales et européennes, l'Institution Beaupeyrat a été choisie en 2007 pour le projet Comenius.

### Personnalités liées à l’Institution
- Jeanne de Lestonnac, nièce du célèbre philosophe Michel de Montaigne.
- Christian Charrière-Bournazel, bâtonnier de l'ordre des avocats du barreau de Paris du 1er janvier 2008 au 1er janvier 2010, et frère de Jean-Jacques Charrière, le chef d'établissement.
- Bernard Lathière, fondateur du consortium européen Airbus, et P-DG du groupe de 1975 à 1984, ainsi que président des Aéroports de Paris de 1986 à 1992.

## Classement du lycée
En 2015, le lycée se classe troisième sur treize au niveau départemental quant à la qualité d'enseignement, et 711e au niveau national. Le classement s'établit sur trois critères : le taux de réussite au bac, la proportion d'élèves de première qui obtient le baccalauréat en ayant fait les deux dernières années de leur scolarité dans l'établissement, et la valeur ajoutée (calculée à partir de l'origine sociale des élèves, de leur âge et de leurs résultats au diplôme national du brevet).

## Anecdotes
Toutes les salles de l'Institution Beaupeyrat au secondaire (y compris la salle polyvalente, les bibliothèques, etc.) portent des noms soit de saints soit de personnes ayant compté pour l'établissement comme Suzanne de Briançon ou encore Pie XII (qui canonisa Jeanne de Lestonnac le 15 mai 1949), tandis qu'au primaire ce sont des noms de saints du Limousin (Saint-Pardoux, Saint-Hilaire, Saint-Just...). D'autres salles sont nommées en clin d'œil à leur fonction comme la salle de dessin qui porte le nom de Michel-Ange. Cette tradition perdure toujours, même lorsque de nouvelles salles sont construites.